# Mibu
Mibu (jap. 壬生町 Mibu-machi) – miasto w Japonii, na wyspie Honsiu, w prefekturze Tochigi. Według danych na rok 2020 miejscowość zamieszkiwało 39 474 mieszkańców , a gęstość zaludnienia wyniosła 646,5 os./km².